# Ommata tibialis
Ommata tibialis là một loài bọ cánh cứng trong họ Cerambycidae.